# モンスタードライブレボリューション
『モンスタードライブレボリューション』は、株式会社ICJより配信されているスマートフォン向けゲームアプリ。略称『モンドラ』。副題を『回転革命RPG』とする。
2015年12月11日サービス開始。基本プレイ無料（アイテム課金制）。

## 概要
回転する円盤（ルーレット）の攻撃スタイルを目押しすることで攻撃内容を決定し相手と戦うロールプレイングゲーム。ストーリー設定などは無く、モンスター収集と育成、1兆通り以上といわれている『モンスタースキル』の組み合わせでバトルを進めていく。

## ゲームシステム[3]

### 操作方法
ルーレットには均等に区切られたホイール（回転盤）があり、ホイール毎に攻撃スキル、回復スキル、特殊効果などの役割が付与されているので、自動回転を画面タップで停止させ、アクションを発生させる。AUTO機能も実装されている。

### クエスト
スタミナ消費でステージに挑むことが出来る典型的なシステム。モンスターの育成のために必要なゴールド、経験値、スキル、モンスター等が入手可能。ノーマルクエストとイベントクエストがある。またマルチモードが実装されており、シングル（ひとりで）プレイとマルチ（協力して）プレイを楽しむことが出来る。

### 対戦
2人以上のプレイヤー同士で対戦できるモード。最大6人が同時対戦できる。『あいことば』設定を利用して仲間同士だけでプレイすることも可能。対戦バトル専用のポイント『わいわいポイント』が取得できる。

### キャラクター貸し出し
他のプレイヤーとキャラクターを貸し借りすることができる。まず、貸し出すプレイヤーが位置情報を利用してリクエストを募り、借りたいプレイヤーが『借りる』ボタンをタップすると取引が成功。借りたキャラクターはすぐに返却することも可能だが、24時間後に自動返却される。貸したキャラクターは返却時にゴールドや育成経験値などの『お土産』を持って帰ってくる。

### アイテム
ゴールド、スキル、レアメダル、結晶、宝玉などがある

#### ゴールド
モンスターの強化や進化・融合・転生といった育成に使用する。

#### スキル
バトル時のルーレットに任意でセットすることができる。レアリティや属性種が存在する。

#### レアメダル
レアリティ4以上のアイテム、モンスター売却で入手可能。入手したレアメダルは経験値アイテムや宝玉と交換することができる。

#### 結晶・宝玉
クエストや対戦プレイ中にドロップするアイテム。モンスターの進化・融合に使用する。

### ガチャ
モンスターやスキル、強化アイテムなどをガチャで入手することができる。

#### レアモンスターガチャ
ダイヤ5個を消費して1回引くことができるガチャ。レアリティ1～6が存在するモンスターの中で、レアリティ3以上のモンスターが入手できる。ダイヤ50個を消費して引くことができる10連ガチャもある。

#### レアスキルガチャ
ダイヤ3個を消費して1回引くことができるガチャ。モンスターに付属させるスキルを入手できる。スキルガチャでは全てのレアリティが排出される可能性がある。

#### フレンドガチャ
他プレイヤーがバトル時に自分のモンスターをヘルプ利用する事で、入手可能なフレンドポイントを消費して引くことができるガチャ。経験値やゴールドに交換できるモンスターが入手できる。

### その他の特徴[4]
- モンスターが覚醒する『ドライブモード』が不規則に発生する。モードに突入すると、連続タップ数に応じて大ダメージを与えることができる。
- 全てのホイールを1度のクエストで選択すると『連携召喚』が発生する。チーム編成の全キャラクタースキルを再選して召喚ランクを決定し、ランクに応じた特殊効果を持つ召喚キャラを呼び出すことができる。しかし、召喚ランク再選に失敗すると思わぬキャラを呼び出してしまうこともある。